# Marina Cattaruzza
Marina Cattaruzza (* 1950 in Triest) ist eine italienische Historikerin, die an der Universität Bern lehrte.

## Leben
Cattaruzza wurde 1974 an der Philosophischen Fakultät der Universität Triest promoviert. Von 1978 bis 1979 studierte sie mit einem Postgraduierten-Stipendium der Humboldt-Stiftung am Institut für Wirtschafts- und Sozialgeschichte der Universität Hamburg. 1986 folgte die Habilitation in Neuer und Neuester Geschichte an der TH Darmstadt. 1991 übernahm sie einen Lehrauftrag für Gender History an der Abteilung für Geschichte und Zivilisation des Europäischen Hochschulinstituts (IUE) Florenz. Seit 1999 bis zu ihrer Emeritierung 2015 war sie Ordinaria für Neueste Geschichte an der Universität Bern.
Schwerpunkte ihrer Forschung sind die Geschichte des Faschismus und des Nationalsozialismus, die Geschichte der Zwangsmigrationen im 20. Jahrhundert, Totalitarismus, die Geschichte des Holocausts, die Geschichte Italiens im 19., 20. und 21. Jahrhundert sowie Fragen zur Geschichtsschreibung und Geschichtstheorie des 20. Jahrhunderts.

## Schriften (Auswahl)
- Arbeiter und Unternehmer auf den Werften des Kaiserreichs. Stuttgart 1988, ISBN 3-515-04905-3.
- Socialismo adriatico. La socialdemocrazia di lingua italiana nei territori costieri della Monarchia asburgica 1888–1915. Manduria 2001, ISBN 88-87280-92-4.
  - Sozialisten an der Adria. Plurinationale Arbeiterbewegung in der Habsburgermonarchie. Berlin 2011, ISBN 3-428-13775-2.
- L’Italia e il confine orientale 1866–2006. Bologna 2007, ISBN 978-88-15-11394-8.